# Phoebe Buffay

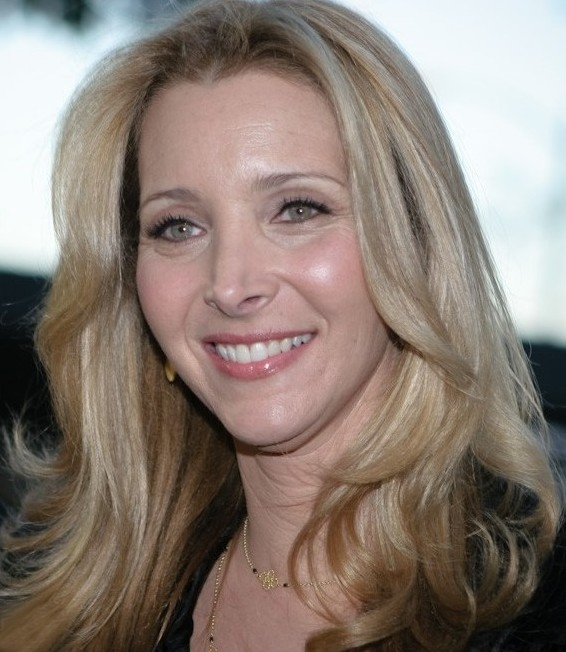
Actriţa care interpretează rolul lui Phoebe Buffay, Lisa Kudrow.

Phoebe Buffay (Phoebe Buffay-Hannigan) este un personaj fictiv, din serialul Friends, creat de David Crane și Marta Kauffman. Este interpretat de Lisa Kudrow.
Povestea ei este foarte ciudată. Mama sa biologică, Phoebe Abbott, a dat-o pe ea și pe sora ei geamănă Ursula prietenei sale Lily. Soțul lui Lily, Frank Buffay, este tatăl lor biologic. Acesta le părăsește când erau foarte mici. Pe când Phoebe avea 12 ani, mama sa adoptivă (pe care ea o credea mamă biologică) se sinucide și tatăl lor vitreg intră în închisoare. Astfel ea și sora ei geamănă pleacă la New York pentru a-și câștiga existența. În acest timp obține o licență de maseur, meserie pe care o va practica până la sfârșitul serialului. Tot acum se ceartă cu sora sa și de acum încolo vor avea o relație foarte distantă. Ursula se va angaja chelneriță (post cu care apare și în serialul Mad About You). Locuiește mulți ani pe stradă, timp în care doarme într-o mașină AMC Gremlin "cu un tip numit Sidney, care vorbea cu mâna sa", într-un Buick LeSabre care luase foc, sau într-o simplă cutie; este fugărită de ziua ei de un om scăpat de la institutul de boli mintale care voia "să o omoare sau ceva de genu'"; ocazional mai tâlhărește oameni (una din victimele ei este chiar Ross Geller); locuiește o vreme în Praga; face hepatită după ce un proxenet o scuipă în gură și înjunghie un polițist, justificând că "dar el m-a înjunghiat primul!". Este posibil să fi trecut puțin și prin închisoare, la care face referire "nu, nu mă duc înaopi în groapa aia împuțită". Se mută apoi cu Monica Geller, cu care va locui până în anul 1993, când se mută cu bunica sa, mama lui Lily. O cunoaște în cele din urmă și pe mama sa biologică. Mai târziu bunica ei moare, la înmormântare venind și tatăl său, pe care astfel îl vede pentru prima oară. După moartea acesteia Phoebe locuiește cu o anume Denise, după care Rachel Green se mută cu ea. În urma unui incendiu Phoebe este nevoită să se mute temporar cu Chandler și Monica, iar Rachel cu Joey. După ce apartamentul său a fost renovat, s-a mutat înapoi singură, până s-a căsătorit cu Mike Hannigan. Phoebe mai are și un frate (doar de tată), Frank Buffay Jr., pe care îl descoperă într-una din încercările de a-și găsi tatăl. Frank Jr. se căsătorește cu proferoara sa de economie. Neputând avea copii, aceștia îi cer lui Phoebe să le poarte copilul. Ea este de acord și va naște trei frați gemeni: un băiat - Frank Jr. Jr. și două fete - Leslie și Chandler.
Pasiunea sa principală este muzica. Cântă în cafeneaua Central Perk, dar și pe stradă sau la metrou, pentru a câștiga un ban în plus. Cea mai cunoscută compoziție a sa este "Smelly Cat". Deși compozițiile sale sunt încadrate în genul folk, preferințele sale muzicale se îndreaptă mai mult spre Hard Rock, Heavy Metal (menționează de-a lungul serialului formațiile Iron Maiden, Carcass și Queen)
De asemenea luptă pentru drepturile animalelor și protejarea mediului. Este vegetariană, considerând ormorârea animalelor pentru a le mânca "crudă" sau "crimă cu sânge rece". Este, de asemenea, împotriva hainelor de blană.
Din cauza copilăriei tumultoase pe care a avut-o, Phoebe este încă destul de naivă și inocentă. Până să-i spună Joey, ea încă credea în Moș Crăciun. Deși aparține curentului "New Age", orientarea religioasă a lui Phoebe este incertă. Crede în reîncarnare - ceea ce ar apropia-o de religiile orientale; face referire la mai multe zeități, cum ar fi Lucifer, Thor și Odin - ceea ce ar încadra-o ca păgână sau chiar satanistă; dar face și multe referiri care ar încadra-o ca fiind creștină. Este de asemenea deschisă în a crede în orice fel de superstiții și fenomene paranormale, dar nu crede în evoluționism și gravitație.
Phoebe are două relații mai importante: cu David fizicianul, care însă pleacă la Minsk și cu Mike Hannigan, cu care se și căsătorește. Phoebe a mai fost căsătorită cu Duncan, un patinator homosexual care avea nevoie de cartea verde.